# 19e étape du Tour d'Espagne 2012
La 19e étape du Tour d'Espagne 2012 s'est déroulée le vendredi 7 septembre 2012. Elle est partie de Peñafiel et arrivée à La Lastrilla après 178,4 km de course.

## Parcours de l'étape
Étape très légèrement vallonnée ne comprenant aucune pente répertoriée.

## Déroulement de la course
Après avoir repris Aitor Galdos (Caja Rural) et José Vicente Toribio (Andalucia) à 28 kilomètres du terme, le Belge Philippe Gilbert (BMC) a enlevé sa deuxième victoire sur le Tour d'Espagne lors de la 19e étape entre Penafiel et La Lastrilla dans un final en légère montée. Malgré des tentatives de Valverde et Roddriguez, Alberto Contador a gardé sereinement son maillot rouge. Pour la première fois sur ce Tour d'Espagne, la pluie est tombée sur les coureurs.

## Classement de l'étape
| Classement de l'étape | Classement de l'étape | Classement de l'étape | Classement de l'étape | Classement de l'étape |
|                       | Coureur               | Pays                  | Équipe                | Temps                 |
| --------------------- | --------------------- | --------------------- | --------------------- | --------------------- |
| 1er                   | Philippe Gilbert      | BEL                   | BMC Racing            | en                    |
| 2e                    | Alejandro Valverde    | ESP                   | Movistar              | + 0 s                 |
| 3e                    | Daniel Moreno         | ESP                   | Katusha               | + 0 s                 |
| 4e                    | Joaquim Rodríguez     | ESP                   | Katusha               | + 0 s                 |
| 5e                    | Gianni Meersman       | BEL                   | Lotto-Belisol         | + 3 s                 |
| 6e                    | Bauke Mollema         | NED                   | Rabobank              | + 3 s                 |
| 7e                    | Jan Bakelants         | BEL                   | RadioShack-Nissan     | + 3 s                 |
| 8e                    | Ben Swift             | GBR                   | Sky                   | + 3 s                 |
| 9e                    | Rinaldo Nocentini     | ITA                   | AG2R La Mondiale      | + 3 s                 |
| 10e                   | Sergio Henao          | COL                   | Sky                   | + 3 s                 |
| modifier              |                       |                       |                       |                       |

| Classement général | Classement général | Classement général | Classement général     | Classement général  |
|                    | Coureur            | Pays               | Équipe                 | Temps               |
| ------------------ | ------------------ | ------------------ | ---------------------- | ------------------- |
| 1er                | Alberto Contador   | ESP                | Saxo Bank-Tinkoff Bank | en 77 h 21 min 49 s |
| 2e                 | Alejandro Valverde | ESP                | Movistar               | + 1 min 35 s        |
| 3e                 | Joaquim Rodríguez  | ESP                | Katusha                | + 2 min 21 s        |
| 4e                 | Christopher Froome | GBR                | Sky                    | + 9 min 48 s        |
| 5e                 | Daniel Moreno      | ESP                | Katusha                | + 11 min 29 s       |
| 6e                 | Robert Gesink      | NED                | Rabobank               | + 12 min            |
| 7e                 | Laurens ten Dam    | NED                | Rabobank               | + 12 min 58 s       |
| 8e                 | Andrew Talansky    | USA                | Garmin-Sharp           | + 13 min 9 s        |
| 9e                 | Igor Antón         | ESP                | Euskaltel-Euskadi      | + 13 min 52 s       |
| 10e                | Gorka Verdugo      | ESP                | Euskaltel-Euskadi      | + 15 min 54 s       |
| modifier           |                    |                    |                        |                     |

## Classements annexes

### Classement par points
| Classement par points | Classement par points | Classement par points | Classement par points  | Classement par points |
| --------------------- | --------------------- | --------------------- | ---------------------- | --------------------- |
|                       | Coureur               | Pays                  | Équipe                 | Point(s)              |
| 1er                   | Joaquim Rodríguez     | ESP                   | Katusha                | 186 points            |
| 2e                    | Alejandro Valverde    | ESP                   | Movistar               | 183 pts               |
| 3e                    | Alberto Contador      | ESP                   | Saxo Bank-Tinkoff Bank | 158 pts               |
| modifier              |                       |                       |                        |                       |

### Classement du meilleur grimpeur
| Classement du meilleur grimpeur | Classement du meilleur grimpeur | Classement du meilleur grimpeur | Classement du meilleur grimpeur | Classement du meilleur grimpeur |
| ------------------------------- | ------------------------------- | ------------------------------- | ------------------------------- | ------------------------------- |
|                                 | Coureur                         | Pays                            | Équipe                          | Point(s)                        |
| 1er                             | Simon Clarke                    | AUS                             | Orica-GreenEDGE                 | 38 points                       |
| 2e                              | Joaquim Rodríguez               | ESP                             | Katusha                         | 36 pts                          |
| 3e                              | Thomas De Gendt                 | BEL                             | Vacansoleil-DCM                 | 33 pts                          |
| modifier                        |                                 |                                 |                                 |                                 |

### Classement du combiné
| Classement du combiné | Classement du combiné | Classement du combiné | Classement du combiné  | Classement du combiné |
| --------------------- | --------------------- | --------------------- | ---------------------- | --------------------- |
|                       | Coureur               | Pays                  | Équipe                 | Point(s)              |
| 1er                   | Joaquim Rodríguez     | ESP                   | Katusha                | 6 points              |
| 2e                    | Alejandro Valverde    | ESP                   | Movistar               | 8 pts                 |
| 3e                    | Alberto Contador      | ESP                   | Saxo Bank-Tinkoff Bank | 9 pts                 |
| modifier              |                       |                       |                        |                       |

### Classement par équipes
| Classement général par équipes | Classement général par équipes | Classement général par équipes | Classement général par équipes |
|                                | Équipe                         | Pays                           | Temps                          |
| ------------------------------ | ------------------------------ | ------------------------------ | ------------------------------ |
| 1re                            | Movistar                       | Espagne                        | en 231 h 54 min 48 s           |
| 2e                             | Euskaltel-Euskadi              | Espagne                        | + 15 min 40 s                  |
| 3e                             | Rabobank                       | Pays-Bas                       | + 23 min 6 s                   |
| modifier                       |                                |                                |                                |

## Abandon
- Jesús Rosendo (Andalucía-Caja Granada) : non-partant